# شهرستان الکونا، میشیگان
شهرستان الکونا، میشیگان (به انگلیسی: Alcona Township, Michigan) یک منطقهٔ مسکونی در ایالات متحده آمریکا است که در میشیگان واقع شده‌است.

## خصوصیات
شهرستان الکونا ۱۷۱٫۹ کیلومترمربع مساحت و ۹۶۸ نفر جمعیت دارد و ۲۴۳ متر بالاتر از سطح دریا واقع شده‌است.